# Felipe del Ángel Malibrán
Felipe del Ángel Malibrán (* 27. August 1968 in Poza Rica, Veracruz) ist ein ehemaliger mexikanischer Fußballspieler, der im Mittelfeld sowie in der  Sturmreihe agierte. Nach seiner aktiven Laufbahn arbeitete Malibrán auch als Trainer und ist aktuell Präsident des Tampico-Madero FC.

## Laufbahn
Seine mit Abstand torgefährlichste Spielzeit war die Saison 1991/92, in der Malibrán für den Querétaro Fútbol Club 10 Tore erzielte; davon allein 9 in der Rückrunde. Seine erfolgreichste Spielzeit war aber die Saison 1993/94, in der er mit den UAG Tecos – zum überhaupt einzigen Mal in deren Vereinsgeschichte – die mexikanische Fußballmeisterschaft gewann.
Nach seiner aktiven Laufbahn war er unter anderem als Fußballtrainer für den Altamira FC verantwortlich und ist seit 2019 Präsident des Tampico-Madero FC.

## Erfolge
- Mexikanischer Meister: 1993/94